# Moonalphabet
Das Moonalphabet (auch Moon-Schrift oder Moon Code) ist ein 1845 von William Moon entwickeltes Schriftsystem für Blinde. Die Blindenschrift besteht aus Zeichen in Form geometrischer Symbole. Für Personen, die erst im Laufe ihres Lebens erblinden, ist sie besonders leicht zu lernen, da viele Symbole den Buchstaben des Alphabets ähneln. Gelesen wird Moon-Schrift durch Abtasten mit den Fingern, zum Schreiben eignet sich die Schrift wenig.

## Aufbau
Die Moon-Schrift besteht aus phonetischen Zeichen in Form geometrischer Symbole. Das gesamte Alphabet besteht aus neun Zeichen, deren Bedeutung sich durch ihre Himmelsrichtung ergibt. Satzzeichen werden durch weitere Symbole, beispielsweise durch Punkte, dargestellt.

### Ziffern
Die Ziffern 1 bis 9 und 0 entsprechen den Buchstaben A bis J mit einem vorangestellten Startzeichen.
| Start | 1 | 2 | 3 | 4 | 5 | 6 | 7 | 8 | 9 | 0 |
| ----- | - | - | - | - | - | - | - | - | - | - |
|       |   |   |   |   |   |   |   |   |   |   |

### Geschichte und Verwendung
Da William Moon viel Geld zur Verfügung stand, verbreitete sich das Moonalphabet rasch. In England waren noch andere Formen der Reliefschrift verbreitet, und es war Überzeugungsarbeit, bis die Brailleschrift akzeptiert wurde. Darüber durften die Blinden selbst entscheiden, denen man – vorausgesetzt, sie beherrschten mindestens drei Systeme – die Punktschrift zur Erprobung vorgelegt hatte. In einigen Ländern wird auch heute noch das Moonalphabet verwendet, besonders für Späterblindete und behinderte Kinder kommen gesondert gedruckte Bücher zum Einsatz.
Bücher im Moonalphabet hatten eine Besonderheit: Die Zeilen lassen sich im Boustrophedon abwechselnd von links nach rechts und von rechts nach links lesen, so dass man die Finger nicht von der Seite nehmen muss. Mit dieser Form der Reliefschrift konnten Blinde zwar in kurzer Zeit lesen lernen, aber flüssiges Lesen war nicht zu erreichen. Im Jahre 1990 wurde in Großbritannien die Schreibung in zwei Richtungen abgeschafft, die Moon-Schrift ist jetzt immer von links nach rechts zu lesen.
Im modernen Zeichensatz von Moon bestehen die Buchstaben und Zeichen aus mittels Punkten dargestellten Linien. Man bedient sich dabei eines Rasters von 5 × 5 Punkten (Dotty Moon). Spezielle Drucker können diese Zeichen taktil erfassbar in Folie oder Papier drucken, so dass auch Computertexte nach dem Ausdruck gelesen werden können.